# David Este
David Este es un corregimiento del distrito de David, en la provincia de Chiriquí, República de Panamá. Fue fundado el 14 de febrero de  2018, segregado del corregimiento cabecera de David. Su cabecera es Barrio Bolívar.

## Localización
El corregimiento de David Este se localiza entre los 8.4226° de latitud norte y los -82.4213° de longitud oeste, en la región occidental de la República de Panamá, específicamente el centro urbano del David, en la provincia de Chiriquí, limita al norte con los corregimiento de David y Las Lomas, al sur con el corregimiento de Pedregal, al Este con los corregimiento de Las Lomas y Chiriquí, al oeste con los corregimientos de David Sur y Pedregal.